# Chiesa di San Bernardo (Crema)
La chiesa di san Bernardo era il luogo di culto di un'abbazia cistercense di Crema; fu preceduta da una chiesa dedicata a San Martino.

## Storia

### La prima chiesa dedicata a San Martino
La prima chiesa fu costruita in funzione dell'insediamento di un ordine di umiliati nel Borgo San Pietro avvenuto attorno al 1280, probabilmente da parte di alcune persone originarie di Pieranica che misero a disposizione beni e fondi a tale scopo. Secondo alcune fonti storiche come Alemanio Fino la chiesa fu eretta a partire dal 1286 quanto ottennero licenza di costruirla assieme all'apertura di un cimitero e fu dedicata a San Martino.
All'anno 1436 si trova riscontro dell'attestazione della prepositura con la citazione di frate Antonio partecipante al consiglio generale dell'ordine a Mantova.
Nel 1456 le tre comunità di Umiliati presenti a Crema (San Marino, Santi Giacomo e Filippo, San Martino) stilarono una supplica a papa Callisto III per essere unificate, ma la domanda non fu accolta.
La prepositura fu conferita a frate Andrea Della Noce nel 1491 al cui beneficio subentrò nel 1497 il nobile frate Ottaviano Avogadri; ne nacque una vertenza che durò un anno quando il vescovo di Piacenza ordinò al suo vicario di restituire le entrate della prepositura a frate Della Noce incontrando l'opposizione del Podestà di Crema.
Gli Umiliati, che svolgevano lavoro manuale ma erano dediti anche ad occupazioni di scrivano ed amanuense, furono soppressi da papa Pio V nel 1571 e i loro beni costituirono il beneficio dei Santi Marino e Martino di cui fu investito monsignor Gerolamo Pozzi dei Conti di Porciglia con fondi a Santa Maria della Croce, Pianengo, Campagnola Cremasca, Sergnano e Ombriano.

### La seconda chiesa dedicata a San Bernardo
Soppresso l'ordine degli Umiliati la loro casa fu offerta nel 1573 ai padri Cappuccini che la rifiutarono. Sopraggiunsero così i frati dell'abbazia di San Pietro di Cerreto che fin dall'anno 1570 avevano ottenuto autorizzazione da papa Pio V ad erigere una nuova abbazia nel centro cittadino da dedicare a San Bernardo e nel 1590 papa Sisto V concesse loro l'utilizzo dell'ex casa degli Umiliati cui seguì la ricostruzione della chiesa.

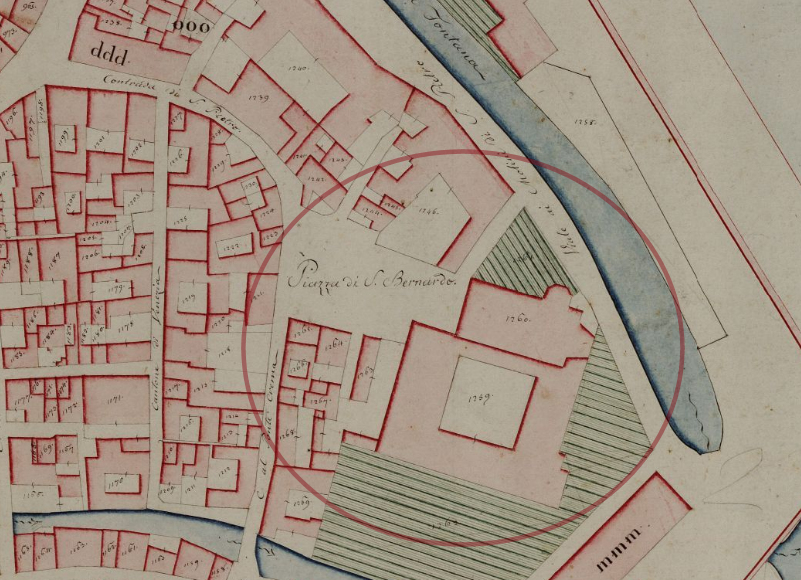
Estratto della "Mappa originale del Comune censuario di Crema città", anno 1814, conservata presso l'Archivio di Stato di Milano; per quanto il complesso è ormai soppresso vi si possono ravvisare le forme della chiesa e del convento con il chiostro interno, un probabile brolo esterno nonché la Piazza San Bernardo

La necessità di avere una filiazione a Crema era per i cistercensi lodigiani quanto mai importante: delle 39 mila pertiche di terreno possedute dall'abbazia si trovavano nel territorio cremasco tra le 25 mila e le 28 mila pertiche, soggette alla Repubblica di Venezia con conseguenti difficoltà di gestione, anche per l'ostracismo da parte della Serenissima di portare denaro fuori dalla Repubblica; si trattò, in pratica, di una sorta di compromesso politico-finanziario; i fondi cremaschi costituirono così la dote del nuovo monastero.
I frati, però, dopo lo smembramento riscontrarono difficoltà a riscuotere dai coloni e dai coltivatori le rendite; così diedero le terre in affitto perpetuo (enfiteusi) la loro amministrazione in cambio del corrispettivo di 4 mila scudi annui (28 mila lire venete); il beneficiario fu il nobile veneto Nicola Dolfin, già podestà di Crema tra il 1584 ed 1585; secondo gli accordi presi con il Dolfin questi avrebbe dovuto depositare entro il 1612 un capitale complessivo di 80 mila scudi.
Lo Zavaglio riporta che l'atto fu sottoscritto ad Abbadia Cerreto il 4 ottobre 1587 mentre Perolini cita la data del 16 settembre 1585 scrivendo che il documento fu firmato nel Palazzo Comunale tra il Dolfin (ancora podestà in carica) e l'abate Mattia De Lazari, presente anche Gervasio De Aldi, abate di Credera.

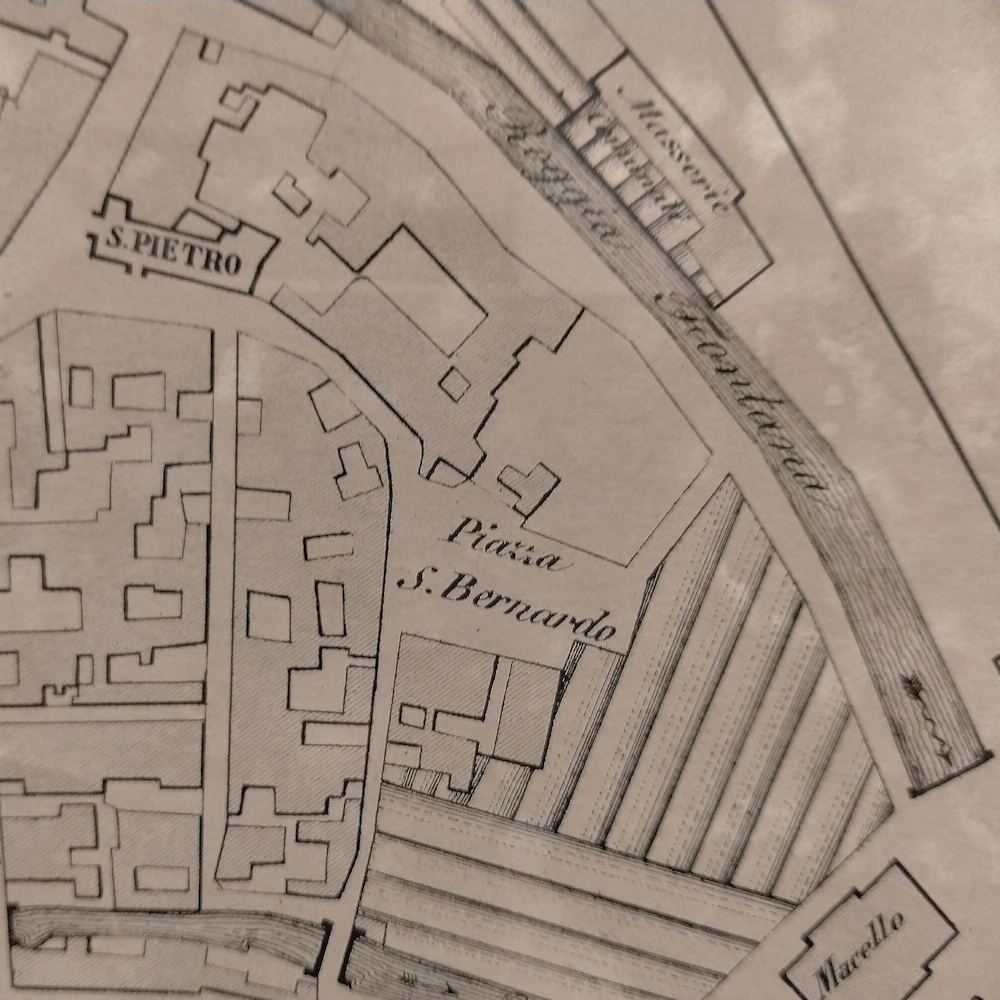
Estratto della "Pianta della Regia Città di Crema" di Carlo Donati, 1857 circa; qualunque traccia del monastero è scomparsa.

Intanto, ottenuto l'ex casa degli Umiliati i frati iniziarono la ricostruzione del convento e l'erezione della nuova chiesa dedicata a San Bernardo ancora inconclusa nel 1608; anche i lavori al convento andarono per le lunghe e non erano ancora stati terminati nel 1669.
Il Dolfin nel 1612 non depositò a frati gli 80 mila scudi pattuiti e i monaci vivevano del reddito dei soli 4 mila scudi annui, probabilmente un valore minore dell'effettiva rendita delle terre. Deceduto il Dolfin nel 1619 i padri cistercensi intrapresero un contenzioso controverso verso gli eredi; lo Zavaglio racconta che si infiltrarono, verosimilmente, anche le conoscenze che i Dolfin avevano a Venezia e che nel 1622 il Consiglio dei Pregadi diede torto ai frati che ottennero solo un lieve aumento del reddito annuo. Il Perolini, invece, cita la guerra di successione tra i Dolfin e i Contarini che arrivò nel 1629 ad immettere questi ultimi nel possesso dei beni dell'abbazia.
Sempre il Perolini racconta che ben un secolo dopo, nel 1723 una sentenza ribaltò la questione e beneficiaria fu ritenuta di nuovo la famiglia Dolfin cosicché nel 1725 fu intimato ai Contarini di restituire carteggi, note, libri mastri, ricevute, ecc..
Nell'anno 1768 la Repubblica di Venezia emise un decreto che aboliva i monasteri con meno di 12 religiosi e in un successivo atto del 1769 vi veniva elencata anche l'abbazia di San Bernardo. In accoglimento a specifica domanda i beni inizialmente incamerati furono restituiti all'ordine mentre i pochi monaci che vi abitavano si trasferirono presso la Congregazione cistercense di Milano.
La Congregazione decise di vendere chiesa e convento che furono acquistati dai marchesi Luigi e Giulio Zurla nel 1773. Per disposizione dei nuovi proprietari la chiesa rimase aperta al culto e officiata a San Mauro abate fino al 1810, quindi fu demolita.
Nel frattempo, la Congregazione nel mese di marzo 1776 impugnò la sentenza di oltre 150 anni prima, per ottenere dai Dolfin gli 80 mila scudi mai ricevuti, ottenendo tuttavia nel 1777 ancora una sentenza contraria; con l'istituzione della Repubblica Cisalpina nel 1797 la Congregazione milanese fu sciolta e i beni dell'abbazia furono confiscati e posti in vendita.
Davanti alla chiesa si apriva la Piazzetta di San Bernardo (Estimo del 1685), ingrandita per volontà del podestà Marco Michiel nel 1691 che a tal fine ordinò la demolizione di alcune case private. Ai sensi della delibera del Consiglio comunale del 29 gennaio 1875 la piazza fu venduta al prezzo di 404,37 lire e attualmente quell'antico spazio urbano è occupato da abitazioni.